# 2021年美國聯盟分區賽
2021年美國聯盟分區賽是美國聯盟季後賽第一輪，採用的是5戰3勝制，勝出的2支球隊將會得到美聯冠軍賽的資格。目前3分區冠軍和1外卡資格球隊獲勝的球隊將參與此次賽事。本賽事在2021年10月7日至10月日舉行，參賽的4支球隊是：
- 坦帕灣光芒（美聯東區冠軍，100勝62敗）對上波士頓紅襪（美聯東區外卡資格，92勝70敗）
- 休士頓太空人（美聯西區冠軍，95勝67敗）對上 芝加哥白襪（美聯中區冠軍，93勝69敗）

最終紅襪3勝1敗淘汰光芒，太空人3勝1敗淘汰白襪，紅襪和太空人晉級美聯冠軍戰。

## 坦帕灣光芒對波士頓紅襪
| 場次 | 客隊       | 比分         | 主隊       | 日期     | 場地             | 觀眾人數 |
| ---- | ---------- | ------------ | ---------- | -------- | ---------------- | -------- |
| 1    | 波士頓紅襪 | 0：5         | 坦帕灣光芒 | 10月7日  | 純品康納室內球場 | 27419    |
| 2    | 波士頓紅襪 | 14：6        | 坦帕灣光芒 | 10月8日  | 純品康納室內球場 | 37616    |
| 3    | 坦帕灣光芒 | 4：6（13局） | 波士頓紅襪 | 10月10日 | 芬威球場         | 37224    |
| 4    | 坦帕灣光芒 | 5：6         | 波士頓紅襪 | 10月11日 | 芬威球場         | 38447    |

### 10月7日 第一場
佛羅里達州，聖彼德斯堡，純品康納室內球場
| 波士頓紅襪 | 0 | 0 | 0 | 0 | 0 | 0 | 0 | 0 | 0 | 0 | 9 | 0 |
| 坦帕灣光芒 | 2 | 0 | 1 | 0 | 1 | 0 | 1 | 0 | X | 5 | 6 | 1 |
| 勝投： 沙恩·麥克拉納罕（1–0） 敗投： 愛德華多·羅德里奎茲（0–1） 全壘打： 紅襪：無 光芒：尼爾森·克魯斯（3下，1分）、藍迪·亞羅薩倫納（5下，1分） |   |   |   |   |   |   |   |   |   |   |   |   |

光芒在首局下就靠著汪德·弗朗科與楊迪·迪亞茲的安打拿下2分，3局下，41歲的尼爾森·克魯斯敲出陽春砲，成為大聯盟於季後賽開轟的第二老球員。
擔綱光芒首戰先發的沙恩·麥克拉納罕繳出5局無失分的好成績，加上藍迪·亞羅薩倫納在5局下開轟，又在7局下盜本壘成功後，終場光芒以5比0完封紅襪。

### 10月8日 第二場
佛羅里達州，聖彼德斯堡，純品康納室內球場
| 波士頓紅襪 | 2 | 0 | 2 | 0 | 4 | 0 | 1 | 2 | 3 | 14 | 20 | 0 |
| 坦帕灣光芒 | 5 | 0 | 0 | 0 | 0 | 1 | 0 | 0 | 0 | 6  | 8  | 0 |
| 勝投： Tanner Houck（1–0） 敗投： 柯林·麥克修（0–1） 全壘打： 紅襪：贊德爾·柏加茲（3上，1分）、艾力士·韋杜戈（3上，1分）、安立奎·赫南德茲（5上，1分）、朱利奧·丹尼爾·馬丁尼茲（5上，3分）、拉斐爾·迪佛斯（8上，2分） 光芒：Jordan Luplow（1下，4分）、崔志萬（6下，1分） |   |   |   |   |   |   |   |   |   |    |    |   |

紅襪在這場比賽派出克里斯·塞爾先發，不過他在首局就被Jordan Luplow擊出滿貫砲，單局狂失5分。
首局就陷入落後的紅襪，也開始用全壘打反攻。贊德爾·柏加茲和艾力士·韋杜戈在3局上上演背靠背開轟，讓比賽回到一分差。
5局上，安立奎·赫南德茲率先開轟追平比數，朱利奧·丹尼爾·馬丁尼茲之後更是擊出3分砲將情勢逆轉。崔志萬在6局下成功敲出陽春砲試圖追分，不過拉斐爾·迪佛斯在8局上的2分砲又將比分拉開。
9局上，紅襪靠著連續安打再攻下3分。雖然光芒在9局下一度攻佔滿壘，不過麥特·巴恩斯讓汪德·弗朗科敲出滾地球出局。最後紅襪以14比6勝出，成功扳平系列賽。

### 10月10日 第三場
麻薩諸塞州，波士頓，芬威球場
| 坦帕灣光芒 | 2 | 0 | 0 | 0 | 0 | 0 | 0 | 2 | 0 | 0 | 0 | 0 | 0  | 4 | 10 | 0 |
| 波士頓紅襪 | 1 | 0 | 2 | 0 | 1 | 0 | 0 | 0 | 0 | 0 | 0 | 0 | 2X | 6 | 15 | 1 |
| 勝投： Nick Pivetta（1–0） 敗投： Luis Patiño（0–1） 全壘打： 光芒：奧斯汀·米多斯（1上，2分）、汪德·弗朗科（8上，1分） 紅襪：凱爾·舒瓦伯（1下，1分）、安立奎·赫南德茲（5下，1分）、克里斯蒂安·瓦茲奎茲（13下，2分） |   |   |   |   |   |   |   |   |   |   |   |   |    |   |    |   |

光芒在首局就靠著奧斯汀·米多斯的2分砲先馳得點，不過紅襪的凱爾·舒瓦伯在下半局也成功開轟拉近分差。
3局下，紅襪開局連敲4支一壘安打拿下2分逆轉。5局下，近況火熱的安立奎·赫南德茲敲出陽春砲，讓開局落後2分的紅襪反倒變成2分領先。
光芒打線在沉寂了6局後，大物新秀汪德·弗朗科終於跳出來，他在8局成功敲出陽春砲。接著奧斯汀·米多斯和藍迪·亞羅薩倫納都敲出二壘安打追平比數。
13局上，凱文·基爾邁爾敲出場地二壘安打，讓光芒形成二三壘有人局面，但麥克·祖尼諾遭到三振，結束光芒攻勢。13局下，杭特·倫弗洛獲得保送後，克里斯蒂安·瓦茲奎茲敲出飛越綠色怪物的再見全壘打，紅襪6比4取得聽牌優勢。

### 10月11日 第四場
麻薩諸塞州，波士頓，芬威球場
| 坦帕灣光芒 | 0 | 0 | 0 | 0 | 1 | 2 | 0 | 2 | 0  | 5 | 7  | 1 |
| 波士頓紅襪 | 0 | 0 | 5 | 0 | 0 | 0 | 0 | 0 | 1X | 6 | 12 | 0 |
| 勝投： Garrett Whitlock（1–0） 敗投： J.P. Feyereisen（0–1） 全壘打： 光芒：汪德·弗朗科（6上，2分） 紅襪：拉斐爾·迪佛斯（3下，3分） |   |   |   |   |   |   |   |   |    |   |    |   |

3局下，拉斐爾·迪佛斯敲出3分砲後，紅襪又敲出3支安打拿下2分，單局打下5分大局。不過光芒在5局上開始反攻，先是奧斯汀·米多斯敲出滾地球打破鴨蛋，新秀汪德·弗朗科敲出2分砲縮小分差。8局上更是開局連敲兩支二壘安打和一支一壘安打追平比數。
9局下，克里斯蒂安·瓦茲奎茲敲安上壘後推進上二壘。崔維斯·蕭爾及出安打形成一三壘有人，最後安立奎·赫南德茲敲出高飛犧牲打，紅襪不僅達成季後賽連兩場再見勝利，也成功晉級美聯冠軍賽。

## 休士頓太空人對芝加哥白襪
| 場次 | 客隊         | 比分  | 主隊         | 日期     | 場地       | 觀眾人數 |
| ---- | ------------ | ----- | ------------ | -------- | ---------- | -------- |
| 1    | 芝加哥白襪   | 1：6  | 休士頓太空人 | 10月7日  | 美粒果球場 | 40497    |
| 2    | 芝加哥白襪   | 4：9  | 休士頓太空人 | 10月8日  | 美粒果球場 | 41315    |
| 3    | 休士頓太空人 | 6：12 | 芝加哥白襪   | 10月10日 | 保證率球場 | 40288    |
| 4    | 休士頓太空人 | 10：1 | 芝加哥白襪   | 10月12日 | 保證率球場 | 40170    |

### 10月7日 第一場
德克薩斯州，休士頓，美粒果球場
| 芝加哥白襪 | 0 | 0 | 0 | 0 | 0 | 0 | 0 | 1 | 0 | 1 | 7  | 0 |
| 休士頓太空人 | 0 | 1 | 2 | 2 | 1 | 0 | 0 | 0 | X | 6 | 10 | 1 |
| 勝投： Lance McCullers Jr.（1–0） 敗投： 蘭斯·林恩（0–1） 全壘打： 白襪：無 太空人：約爾丹·艾爾法瑞茲（5下，1分） |   |   |   |   |   |   |   |   |   |   |    |   |

太空人的攻勢都集中在2到5局，其中約爾丹·艾爾法瑞茲不僅敲出二壘安打帶有1分打點，又在5局下開轟。
Lance McCullers Jr.主投6.2局，僅被擊出4支安打無失分，而蘭斯·林恩主投3.2局失5分吞敗後，面對太空人近6場比賽已吞下5敗，防禦率高達9.18。

### 10月8日 第二場
德克薩斯州，休士頓，美粒果球場
| 芝加哥白襪                                                                                           | 1 | 0 | 0 | 0 | 3 | 0 | 0 | 0 | 0 | 4 | 11 | 0 |
| 休士頓太空人                                                                                         | 0 | 2 | 0 | 0 | 2 | 0 | 5 | 0 | X | 9 | 10 | 0 |
| 勝投： Ryne Stanek（1–0） 敗投： Aaron Bummer（0–1） 全壘打： 白襪：無 太空人：凱爾·塔克（7下，2分） |   |   |   |   |   |   |   |   |   |   |    |   |

埃洛伊·席曼尼茲在首局滿壘時敲出滾地球幫助白襪先馳得點，不過太空人在2局下靠著安打和高飛球送回2分超前比數。
5局上，白襪敲出4支安打送回2分，同時打退太空人先發弗蘭柏·瓦德茲。5局下，落後2分的太空人靠著尤里斯基·古力歐的一壘安打追平比數。
7局下，Aaron Bummer挨了3支安打後退場，結果接替投球的克雷格·金布雷爾先被卡洛斯·柯瑞亞敲出2分打點的二壘安打，之後又被凱爾·塔克擊出2分砲。最終太空人便以9比4收下2連勝聽牌。

### 10月10日 第三場
伊利諾州，芝加哥，保證率球場
| 休士頓太空人 | 0 | 3 | 2 | 1 | 0 | 0 | 0 | 0 | 0 | 6  | 6  | 1 |
| 芝加哥白襪 | 1 | 0 | 5 | 3 | 0 | 0 | 0 | 3 | X | 12 | 16 | 0 |
| 勝投： Michael Kopech（1–0） 敗投： Yimi García（0–1） 全壘打： 太空人：凱爾·塔克（3上，2分） 白襪：亞斯曼尼·葛蘭多（3下，2分）、勒烏瑞·賈西亞（3下，3分） |   |   |   |   |   |   |   |   |   |    |    |   |

白襪在首局靠著2支安打和保送拿下一分，不過凱爾·塔克先在2局上擊出二壘安打帶有2分打點，接著他又在3局上敲出2分砲，幫助太空人一度取得5比1領先。
3局下，亞斯曼尼·葛蘭多和勒烏瑞·賈西亞先後開轟，兩支全壘打幫助白襪灌進5分大局。4局上，太空人透過安打串聯追平戰局，不過白襪在下半局馬上敲出4支安打拿下3分。
在比賽前段經歷一波攻勢往來後，兩隊在5到7局都沒有得分。8局下，白襪連續敲出5支安打再拿下3分，終場就以12比6贏球，避免系列賽遭到橫掃。

### 10月12日 第四場
伊利諾州，芝加哥，保證率球場
| 休士頓太空人 | 0 | 0 | 2 | 3 | 0 | 1 | 0 | 1 | 3 | 10 | 14 | 0 |
| 芝加哥白襪 | 0 | 1 | 0 | 0 | 0 | 0 | 0 | 0 | 0 | 1  | 7  | 1 |
| 勝投： Yimi García（1–1） 敗投： 卡洛斯·羅登（0–1） 全壘打： 太空人：荷西·奧圖維（9上，3分） 白襪：Gavin Sheets（2下，1分） |   |   |   |   |   |   |   |   |   |    |    |   |

2局下，菜鳥Gavin Sheets敲出陽春砲幫助白襪先馳得點，但這也是白襪最後的得分。
卡洛斯·羅登在3局上遭遇亂流失2分後退場，Michael Kopech更是單局掉了3分，不僅比數愈拉愈開，白襪打線也遭到太空人牛棚的合力封鎖，5局後僅擊出2支安打。
9局上，荷西·奧圖維敲出3分砲繼續拉開比分，終場太空人10比1拿下勝利，成功晉級美聯冠軍賽。